# Apringi
Apringi (Badajoz, mitjan segle iv - Beja, 540) fou un teòleg i bisbe de Beja, figura important de la patrística hispànica. És venerat com a sant per l'Església catòlica. Nomenat bisbe de Beja en 531, n'és el primer bisbe històric. Hi va fundar una escola i un hospital. Fou mestre del rei got Teudis. La seva obra erudita fou molt lloada, entre d'altres per Isidor de Sevilla, que el qualificà de vir disertus lingua et sciencia eruditus (home savi en llengua i ciència i erudit)". En morir, el succeí el bisbe Palmaci.
Les obres més reconegudes són:
- Comentaris a l'Apocalipsi, que Isidor considerava com a la millor i que va assolir una gran fama;
- Càntic dels càntics.